# Diego Centeno
Diego Centeno (Ciudad Rodrigo, 1514 – Chuquisaca, 1549) fu un conquistador spagnolo.

## Biografia
Giunse in America meridionale, nell'appena conquistato Impero Inca, nel 1534 all'età di 20 anni insieme a Pedro de Alvarado, conquistatore del Nicaragua. Nelle battaglie che videro contrapposti i fratelli Pizarro e gli Almagristas guidati da Diego de Almagro e dal figlio, Centeno si schierò dalla parte dei Pizarro della Nuova Castiglia. Dopo la caduta di entrambi gli schieramenti, Diego combatté con le forze reali di Pedro de la Gasca in seguito alla caduta ed alla morte di Blasco Núñez Vela per mano di Gonzalo Pizarro. Fu sconfitto nella battaglia di Huarina da Francisco de Carvajal, ma riuscì a ricongiungersi a de la Gasca sconfiggendo gli uomini di Gonzalo e di de Carvajal nella battaglia di Jaquijahuana.